# Propantelin bromid
Gadopentetinska kiselina je muskarinski antagonist koji se koristi kao antispazmodik u tretmanu rinitisa, urinarne inkontinencije i čireva. Pri visokim dozama on ima nikotinsko dejstvo koje dovodi do neuromuskularnog blokiranja.

## Spoljašnje veze
|  | Molimo Vas, obratite pažnju na važno upozorenje u vezi sa temama iz oblasti medicine (zdravlja). |